# Bobsleigh à deux masculin aux Jeux olympiques de 2022
Navigation
Pyeongchang 2018 Milan 2026
L'épreuve masculine de bob à deux des Jeux olympiques d'hiver de 2022 a lieu le 13 et le 15 février 2022. Les trois équipages allemands montent sur le podium et la paire Friedrich/Margis  conserve le titre.

## Déroulement de la compétition
Les coupe du monde 2021-2022 a vu le sacre du pilote allemand Friedrich devant le Canadien Justin Kripps ; Francesco Friedrich reste sur une série de 7 titres de champion du monde.
Dans la première manche, le premier record de piste est à mettre aux allemands Friedrich et Margis mais les nations fortes se tiennent à quelques dixièmes. Friedrich et Margis garde la tête à la fin de la première journée en gardant 15 dixième d'avance sur Johannes Lochner et Florian Bauer ; la surprise vient des Monégasques Rudy Rinaldi et Boris Vain qui remontent à la septième place grâce au troisième temps de la deuxième manche.
Pour les deux dernières manches, Friedrich et Margis confortent leur avance en remportant les runs trois et quatre avec un nouveau record de piste en 58,99 secondes. Le duo britannique Brad Hall et Nick Gleeson commettent une erreur de trajectoire dans le virage 13 et se retourne tout en franchissant la ligne d'arrivée. 
Francesco Friedrich a conservé son titre olympique devant ses compatriotes Lochner et Hafer.

## Calendrier
| Date       | Heure | Épreuve                      |
| ---------- | ----- | ---------------------------- |
| 10 février | 14:55 | entraînement - Manche 1 et 2 |
| 11 février | 14:10 | entraînement - Manche 3 et 4 |
| 12 février | 12:40 | entraînement - Manche 5 et 6 |
| 14 février | 20:05 | Manche 1                     |
| 14 février | 21:40 | Manche 2                     |
| 15 février | 20:15 | Manche 3                     |
| 15 février | 21:50 | Manche 4                     |

## Médaillés
| Or                                                             | Argent                                                    | Bronze                                                     |
| Allemagne- Francesco Friedrich - Thorsten Margis 3 min 56 s 89 | Allemagne- Johannes Lochner - Florian Bauer 3 min 57 s 38 | Allemagne- Christoph Hafer - Matthias Sommer 3 min 58 s 58 |

## Résultats
| Rang                                | #  | Athlète                                                 | Nation            | Manche 1  | Manche 1 | Manche 2  | Manche 2 | Manche 3  | Manche 3 | Manche 4  | Manche 4 | Total     | Total     |
| Rang                                | #  | Athlète                                                 | Nation            | Temps (s) | Rang     | Temps (s) | Rang     | Temps (s) | Rang     | Temps (s) | Rang     | Temps (s) | Écart (s) |
| ----------------------------------- | -- | ------------------------------------------------------- | ----------------- | --------- | -------- | --------- | -------- | --------- | -------- | --------- | -------- | --------- | --------- |
| Médaille d'or, Jeux olympiques      | 4  | Francesco Friedrich Thorsten Margis                     | Allemagne         | 59.02 TR  | 1        | 59.36     | 2        | 58.99 TR  | 1        | 59.52     | 1        | 3:56.89   |           |
| Médaille d'argent, Jeux olympiques  | 6  | Johannes Lochner Florian Bauer                          | Allemagne         | 59.26     | 2        | 59.27     | 1        | 59.32     | 2        | 59.53     | 2        | 3:57.38   | +0.49     |
| Médaille de bronze, Jeux olympiques | 9  | Christoph Hafer Matthias Sommer                         | Allemagne         | 59.44     | 4        | 59.93     | 6        | 59.51     | 3        | 59.70     | 3        | 3:58.58   | +1.69     |
| 4                                   | 11 | Michael Vogt Sandro Michel                              | Suisse            | 59.57     | 7        | 59.90     | 3        | 59.59     | 5        | 59.77     | 4        | 3:58.83   | +1.94     |
| 5                                   | 14 | Benjamin Maier Markus Sammer                            | Autriche          | 59.51     | 5        | 59.96     | 8        | 59.64     | 6        | 1:00.01   | 9        | 3:59.12   | +2.23     |
| 6                                   | 1  | Rudy Rinaldi Boris Vain                                 | Monaco            | 59.62     | 9        | 59.90     | 3        | 59.57     | 4        | 1:00.05   | 10       | 3:59.14   | +2.25     |
| 7                                   | 15 | Christopher Spring Mike Evelyn                          | Canada            | 59.54     | 6        | 1:00.03   | 10       | 59.76     | 8        | 59.93     | 5        | 3:59.26   | +2.37     |
| 8                                   | 7  | Rostislav Gaitiukevich Aleksei Laptev                   | ROC               | 59.41     | 3        | 59.91     | 5        | 59.80     | 9        | 1:00.19   | 14       | 3:59.31   | +2.42     |
| 9                                   | 12 | Oskars Ķibermanis Matīss Miknis                         | Lettonie          | 59.65     | 10       | 59.94     | 7        | 59.82     | 10       | 59.93     | 5        | 3:59.34   | +2.45     |
| 10                                  | 5  | Justin Kripps Cameron Stones                            | Canada            | 59.61     | 8        | 1:00.08   | 14       | 59.71     | 7        | 1:00.00   | 8        | 3:59.40   | +2.51     |
| 11                                  | 8  | Brad Hall Nick Gleeson                                  | Grande-Bretagne   | 59.69     | 11       | 1:00.05   | 13       | 1:00.22   | 18       | 59.96     | 7        | 3:59.92   | +3.03     |
| 12                                  | 13 | Romain Heinrich Dorian Hauterville                      | France            | 59.93     | 16       | 1:00.04   | 11       | 59.92     | 12       | 1:00.05   | 10       | 3:59.94   | +3.05     |
| 13                                  | 17 | Frank Del Duca Hakeem Abdul-Saboor                      | États-Unis        | 59.87     | 13       | 1:00.22   | 15       | 59.86     | 11       | 1:00.15   | 12       | 4:00.10   | +3.21     |
| 14                                  | 22 | Sun Kaizhi Wu Qingze                                    | Chine             | 1:00.04   | 19       | 1:00.01   | 9        | 59.99     | 13       | 1:00.25   | 15       | 4:00.29   | +3.40     |
| 15                                  | 24 | Dominik Dvořák Jakub Nosek                              | Tchéquie          | 59.90     | 15       | 1:00.04   | 11       | 1:00.20   | 16       | 1:00.16   | 13       | 4:00.30   | +3.41     |
| 16                                  | 19 | Mihai Cristian Tentea Ciprian Nicolae Daroczi           | Roumanie          | 59.83     | 12       | 1:00.46   | 22       | 1:00.19   | 15       | 1:00.28   | 16       | 4:00.76   | +3.87     |
| 17                                  | 20 | Emīls Cipulis Edgars Nemme                              | Lettonie          | 1:00.00   | 18       | 1:00.24   | 16       | 1:00.20   | 16       | 1:00.46   | 18       | 4:00.90   | +4.01     |
| 18                                  | 10 | Simon Friedli Andreas Haas                              | Suisse            | 59.97     | 17       | 1:00.37   | 20       | 1:00.47   | 23       | 1:00.34   | 17       | 4:01.15   | +4.26     |
| 19                                  | 16 | Won Yun-jong Kim Jin-su                                 | Corée du Sud      | 59.89     | 14       | 1:00.28   | 17       | 1:00.10   | 14       | 1:00.97   | 20       | 4:01.24   | +4.35     |
| 20                                  | 18 | Taylor Austin Daniel Sunderland                         | Canada            | 1:00.11   | 21       | 1:00.41   | 21       | 1:00.29   | 19       | 1:00.55   | 19       | 4:01.36   | +4.47     |
| 21                                  | 26 | Patrick Baumgartner Robert Mircea                       | Italie            | 1:00.08   | 20       | 1:00.47   | 24       | 1:00.38   | 21       | NC        | NC       | 3:00.93   | NC        |
| 22                                  | 23 | Li Chunjian Liu Wei                                     | Chine             | 1:00.31   | 24       | 1:00.36   | 18       | 1:00.43   | 22       | NC        | NC       | 3:01.10   | NC        |
| 23                                  | 3  | Ivo de Bruin Jelen Franjic                              | Pays-Bas          | 1:00.46   | 27       | 1:00.36   | 18       | 1:00.35   | 20       | NC        | NC       | 3:01.17   | NC        |
| 24                                  | 21 | Suk Young-jin Kim Hyeong-geun                           | Corée du Sud      | 1:00.28   | 23       | 1:00.46   | 22       | 1:00.52   | 24       | NC        | NC       | 3:01.26   | NC        |
| 25                                  | 2  | Maksim Andrianov Vladislav Zharovtsev                   | ROC               | 1:00.24   | 22       | 1:00.75   | 26       | 1:00.55   | 26       | NC        | NC       | 3:01.54   | NC        |
| 26                                  | 25 | Markus Treichl Markus Glueck                            | Autriche          | 1:00.42   | 26       | 1:00.52   | 25       | 1:00.66   | 27       | NC        | NC       | 3:01.60   | NC        |
| 27                                  | 28 | Hunter Church Charlie Volker                            | États-Unis        | 1:00.38   | 25       | 1:01.40   | 30       | 1:00.53   | 25       | NC        | NC       | 3:02.31   | NC        |
| 28                                  | 29 | Axel Brown Andre Marcano (Run 1–2) Shakeel John (Run 3) | Trinité-et-Tobago | 1:00.81   | 28       | 1:00.89   | 27       | 1:00.86   | 28       | NC        | NC       | 3:02.56   | NC        |
| 29                                  | 27 | Edson Bindilatti Edson Martins                          | Brésil            | 1:01.11   | 29       | 1:01.36   | 29       | 1:01.34   | 29       | NC        | NC       | 3:03.81   | NC        |
| 30                                  | 30 | Shanwayne Stephens Nimroy Turgott                       | Jamaïque          | 1:01.23   | 30       | 1:01.35   | 28       | 1:01.54   | 30       | NC        | NC       | 3:04.12   | NC        |